# Лазарєв Григорій Митрофанович
Григо́рій Митрофа́нович Ла́зарєв (* 7 квітня (20 квітня) 1907, Таганрог, Російська імперія — † 20 жовтня 1989, Полтава, УРСР) — радянський, український актор. Народний артист Української РСР (1960).
Професійну діяльність як актор розпочав у Макіївському театрі робітничої молоді в 1931 році. Працював у театрах Чернігова, Миколаєва, Херсона, Барнаула.
Від 1957 року — в Полтавському українському музично-драматичному театрі.